# Lomamyia texana
Lomamyia texana är en insektsart som först beskrevs av Banks 1897.  Lomamyia texana ingår i släktet Lomamyia och familjen Berothidae. Inga underarter finns listade i Catalogue of Life.